# Fábrica Militar de Pólvoras y Explosivos Villa María
La Fábrica Militar de Pólvoras y Explosivos «Villa María» es una planta productiva perteneciente a la empresa argentina Fabricaciones Militares (FM). Está en la ciudad de Villa María, provincia de Córdoba.

## Historia
La Argentina fundó la fábrica a fines de la década de 1930, concretamente en 1937, con el propósito de tener una fábrica de material explosivo que proveyera a las Fuerzas Armadas.

### Ataque de 1974
El 10 de agosto de 1974, fue objeto de un ataque por parte del Ejército Revolucionario del Pueblo, cuyo objetivo era obtener armas para su lucha contra las Fuerzas Armadas en Tucumán. En el ínterin, el ERP secuestró al subdirector de la Fábrica Militar, coronel Argentino del Valle Larrabure, a quien asesinaría al cabo de un año.

### Luego de 1974
El Poder Ejecutivo Nacional declaró a la planta «sujeta de privatización» el 23 de julio de 1990 (Decreto 1398/1990). Más tarde, abrió una licitación pública para su venta. Sin embargo, el centro de Villa María nunca fue vendido y permaneció en el patrimonio del Estado argentino.
En 2015, el Congreso de la Nación anuló la declaración «sujeta de privatización» del complejo de Villa María por medio de la Ley N.º 27 141.